# 哈羅德伍德
哈羅德伍德（Harold Wood）是英格蘭倫敦東北部郊區的一個地區，部分屬於黑弗靈倫敦自治市。哈羅德伍德位於查令十字東北16.5英里（26.6），靠近大倫敦地區界線。哈羅德伍德首次出現於文書是在1237年。